# Bălcăuți (Briceni)
Bălcăuţi è un comune della Moldavia situato nel distretto di Briceni di 731 abitanti al censimento del 2004.

## Località
Il comune è formato dall'insieme delle seguenti località (popolazione 2004):
- Bălcăuţi (693 abitanti)
- Bocicăuţi (38 abitanti)